# يوهان ريوتشلين
يوهان ريوتشلين (بالألمانية: Johann Reuchlin؛ 29 يناير 1455 - 30 يونيو 1522)، يُطلق عليه أحيانًا اسم يوهانس، كان عالمًا إنسانيًا كاثوليكيًا ألمانيًا وباحثًا في اللغة اليونانية والعبرية، وقد أخذته أعماله أيضًا إلى النمسا وسويسرا وإيطاليا وفرنسا في العصر الحديث. تركزت معظم مسيرة ريوتشلين المهنية على تطوير المعرفة الألمانية باللغة اليونانية واللغة العبرية.

## نشأته
وُلِد يوهان ريوتشلين في مدينة بفورتسهايم في الغابة السوداء عام 1455، حيث كان يعمل والده مسؤولًا في دير الدومينيكان. ووفقًا للإتجاه السائد في ذلك الوقت، أطلق عليه أصدقاؤه الإيطاليون اسمًا يونانيًا هو كابنيون (Καπνίων)، وهو لقب استخدمه ريوتشلين بمثابة قناع شفاف عندما قدم نفسه كمحاور في كتاب الكلمة الرائعة. ظل ريوتشلين مولعًا بمسقط رأسه؛ حيث كان يطلق على نفسه دائمًا اسم فورسنسيس، كما نجده ينسب ميله نحو الأدب إلى مدينته بفورتسهايم في كتاب الفعل.
بدأ ريوتشلين دراساته اللاتينية في مدرسة الدير، وعلى الرغم من أنه كان في عام 1470 في جامعة فرايبورغ لفترة قصيرة، فيبدو أن تلك الجامعة لم تعلمه سوى القليل. بدا أن مهنة ريوتشلين كعالم قد تغيرت عمليًا بصورة غير متوقعة؛ فقد أكسبه صوته الجميل مكانًا في منزل الأمير تشارلز الأول مارغريف بادن، وسرعان ما اكتسب بعض الشهرة باعتباره عالمًا في اللغة اللاتينية، لذا وقع عليه الاختيار لمرافقة فريدريك، الابن الثالث للأمير، إلى جامعة باريس. كان فريدريك يصغره ببضع سنوات، وكان مقدرًا له أن يعمل في إحدى الوظائف الكنسية. لم يدم هذا الارتباط الجديد طويلًا، لكنه حدد مسار حياة ريوتشلين، حيث بدأ على التو في تعلم اللغة اليونانية، التي كانت تُدرَّس في العاصمة الفرنسية منذ عام 1470، كما ارتبط أيضًا بزعيم الحركة الواقعية في باريس، جان لابيد (توفى سنة 1496)، وهو رجل متعلم وذو قيمة، تبعه ريوتشلين إلى جامعة بازل الناشئة المفعمة بالحيوية عام 1474.

## الدراسات العبرية والدعوة

### تأثيره على لوثر
فُسِر تعليق مارتن لوثر بأن عقيدة التبرير بالإيمان كانت هى «القبالاه الحقيقية» في كتابه تعليق على أهل غلاطية على أنه مرتبط بتأثير ريوتشلين على لوثر. اعترض لوثر، عندما استشار ريوتشلين بوصفه خبيرًا عبريًا واستخدم كتابه الفن الكابالي في دعم وجهة نظره الجدلية، على تعليق ريوتشلين في كتابه على أساسيات العبرية بأن الحروف العبرية لاسم يسوع تعني «الإله الخفي»، وهو ما وجده لوثر مخالفًا لانجيل متى، الفصل 1:21، الذي يصف معنى يسوع بأنه «المخلص شعبه من خطاياهم».

## وفاته
لم يكد يمر استمتاع ريوتشلين بانتصاره على متهميه بسلام، إذ تعرضت مدينة شتوتغارت، في عام 1519، للمجاعة والحرب الأهلية والوباء. قام ليو العاشر، ردًا على المخاوف بشأن تزايد الخلافات الدينية، بإدانة كتاب أوجينشبيجل لرويتشلين في 23 يونيو 1520، مدعيًا أنه كتاب «فاضح ومسيىء»، وأيد الإدانة السابقة لجامعة كولونيا للكتاب. لجأ رجل الدولة المخضرم، منذ نوفمبر 1519 إلى ربيع 1521، إلى جامعة إنغولشتات حيث عينه ويليام الرابع دوق بافاريا أستاذًا بالجامعة. قام بتدريس اللغتين اليونانية والعبرية بالجامعة لمدة عام. مر 41 عامًا منذ آخر مرة تحدث فيها في مدينة بواتييه من خلال وظيفته العامة أستاذًا بالجامعة؛ لكن رغم إنه في الخامسة والستين من عمره احتفظ بموهبته في التدريس واجتمع حوله مئات العلماء. ثم جاء الطاعون ليخبو هذا البريق لشمس الخريف مرة أخرى؛ فيُستدعى ريوتشلين إلى توبنغن ويقضى شتاء 1521-1522 مرة أخرى في التدريس بطريقته المنهجية الخاصة. وجد، بحلول الربيع، أنه من الضروري زيارة الحمامات الطبية لمدينة ليبنتسل، وهناك أصيب باليرقان وتوفي بسببه، تاركًا في تاريخ التعلم الجديد اسمًا يأتي في المرتبة الثانية بعد اسم معاصره الأصغر إيراسموس.
توفي ريوتشلين في شتوتغارت ودُفن في كنيسة سانت ليونارد.